# سودوإيزو سيتيدين
السودوإيزو سيتيدين (بالإنجليزية: Pseudoisocytidine)‏ هو نوكليوسيد صناعي قاعدته هي الإيزو سايتوسين وسكره هو الريبوز. وهو مماكب للسيتيدين. من المماكبات الأخرى سودو سيتيدين والإيزو سيتيدين.

## خصائص
كيميائيا، هو غليكوسيد -C يرتبط ريبوزه بالذرة الخامسة للقاعدة إيزو سايتوسين، لكن في السيتيدين والإيزو سيتيدين يرتبط الريبوز بذرة الآزوت، هذا النوع من الترابط بين الريبوز والقاعدة مشابه لذلك الموجود لدى السودو سيتيدين. مجموعتي الأمين والكربونيل للسيتيدين والإيزوسيتيدين متبادلتي الأماكن نظرا لكونهما متماكبان، نفس الأمر كذلك بين سودوسيتيدين والسيتيدين.
| Cytidin   | Isocytidin      | Pseudoisocytidin 1H-Tautomer  | Pseudoisocytidin 3H-Tautomer  |
| سيتيدين س | إيزو سيتيدين سإ | سودوإيزو سيتيدين ψسإ (1H-صنو) | سودوإيزو سيتيدين ψسإ (3H-صنو) |

يتواجد السودوإيزو سيتيدين على شكل صنوان وتتواجد ذرة الهيدروجين إما على ذرة الآزوت الأولى أو الثالثة.

## استخدام
يعتبر سودوإيزو سيتيدين نظيرا للأزاسيتيدين أكثر استقرار، خاصة ضد مختلف جزيئات السيتارابين (D-أربينو فورانوزيل سيتيدين) التي هي سلالات مقاومة من سرطان الدم لدى الفئران.